# 久保田収
久保田 収（くぼた おさむ、明治43年（1910年）7月22日 - 昭和51年（1976年）12月7日）は、日本の歴史学者。専門は神道史。学位は、文学博士。

## 生涯
明治43年（1910年）、富山市に生まれる（本籍滋賀県）。昭和3年（1928年）静岡県立浜松第一中学校、昭和6年第六高等学校文科甲類を経て、昭和9年（1934年）に東京帝國大學文学部国史学科を卒業。在学中は平泉澄に学び、高弟として知られ終生師事した。朱光会の創立に関わり、また青々塾最初の入塾者の一人でもあった（いずれも平泉主宰）。
昭和10年に東京府立第九中学校教諭を経て、昭和13年（1938年）に、第七高等学校造士館教授となった。
帝大卒業後鹿児島に赴任するまでの間は、青々塾塾頭をつとめ、七高時代は集義塾を開くなどして、後進の指導にあたった。終戦に際し七高教授を辞任。
戦後、昭和21年（1946年）、京都日日新聞社に入社し、論説委員となり、昭和24年（1949年）、合併した京都新聞の論説委員に転じた。翌昭和25年、平泉等により「藝林会」が設立し、事務局は久保田の自宅に置かれた。昭和28年（1953年）、神道史学会の創立とともに会長に就任し、歿するまで在任した。日本学協会の設立準備委員会の理事も兼ねた。
昭和29年、福井県史編纂専門委員となり、昭和30年、高野山大学教授に就任した。昭和35年（1960年）、「中世神道の研究」により、國學院大學より文学博士の学位を取得し、また同年、日本教育協議会（日本教師会の前身）会長となった（昭和38年まで）。
昭和36年（1961年）、皇學館大學設立準備委員となり、翌昭和37年、皇學館大學再興とともに教授に就任した。皇學館大學教授在任中、文学部長・評議員・理事・同大学神道研究所所長を併任した。
神道史研究の権威で、主著であり学位論文でもある『中世神道の研究』は、「今後とも永く神道研究史上不朽の地位を占めるであろう」（柴田実）と評される。人柄・学問ともに、中正穏健なものであった。
昭和51年（1976年）12月、66歳で死去。没後正五位に叙され、勲三等瑞宝章を叙勲。墓所は三重県伊勢市旭町伊勢やすらぎ公園。

## 著書

### 単著
- 『薩隅日三州吉野時代勤王記』 薩隅日三州吉野時代史蹟顕彰会、昭和15年（1940年）
- 『有馬正義先生』 至文堂、昭和19年（1944年）
- 『中世神道の研究』 神道史学会　昭和34年（1959年）。新版 神道史研究叢書・臨川書店　平成元年（1989年）
- 『岐路に立つ教育』 日本教育協議会出版部、昭和36年（1961年）
- 『国民の日本史』 立花書房、昭和37年（1962年）
- 『建武中興：日本人のための国史叢書9』 日本教文社、昭和40年（1965年）
  - 『建武中興 後醍醐天皇の理想と忠臣たちの活躍』 明成社、平成16年（2004年）
- 『近世史学史論考』 皇學館大学出版部、昭和43年（1968年）
- 『神道指令の超克』 錦正社、昭和47年（1972年）
- 『神道史の研究』 皇學館大学出版部、昭和48年（1973年）、新版 平成12年（2000年）
- 『八坂神社の研究』 神道史学会、昭和49年（1974年）。新版 神道史研究叢書・臨川書店　平成2年（1990年）
- 『北畠父子と足利兄弟』 皇學館大学出版部、昭和52年（1977年）
- 『神道史の研究 遺芳編』 皇學館大学出版部、平成18年（2006年）

### 編著
- 『武教本論・武教小学・武教全書講録』（日本学叢書4、解説・校訂・注釈）　雄山閣　昭和13年（1938年）
- 『眞言内證義』（北畠親房著、校訂）　藝林会　昭和34年（1959年）
- 『有馬正義先生遺文』　藝林会　昭和45年（1970年）
- 『古文書学教本　古文書の部』　皇學館大学出版部　昭和46年（1971年）

### 共著
- 『大正昭和　福井県史』上・下　福井県　昭和33年（1958年）
- 『佐久間象山』（新村出と共著）　象山会　昭和39年（1969年）